# تلویزیون ملت
تلویزیون ملت در ولسوالی غوریان ولایت هرات برای چند ساعت در شب پخش دارد. این تلویزیون در سال ۲۰۰۶ توسط محمد ناصر نیک زاده و مسئول نشرات محمد ظاهر نیک زاده که از باشندگان ولسوالی غوریان است، ایجاد شده‌است.

## برنامه‌ها
این تلویزیون برنامه‌های متعددی دارد. شبکه مذکور اخبار ملی و بین‌المللی را از دیگر شبکه‌ها اخذ و بازپخش می‌نماید. در سال ۲۰۰۷ این تلویزیون دست به راه‌اندازی مسابقه ستاره ملت زد که در چندین دوره یک نفر آواز خوان جوان بنام ستاره ملت انتخاب می‌گردید.